# Plex
Plex ist ein 2008 gegründetes Client-Server-Medienabspielsystem mit einem zusätzlichen Softwarepaket. Die Plex-Media-Server-Desktopanwendung läuft unter Windows, MacOS und Linux.

## Funktionen
Die Server-Desktopanwendung organisiert Video-, Audio- und Foto-Dateien aus den Sammlungen eines Benutzers und aus Online-Diensten, so dass die Player auf die Inhalte zugreifen und diese abspielen können. Es gibt offizielle Clients für mobile Geräte, Smart-TVs und Streaming-Boxen sowie viele Alternativen von Drittanbietern.
Ein kostenloses Plex-Abonnement umfasst alle wichtigen Funktionen für das Streamen der persönlichen Serien, Filme und Musikbibliothek. Außerdem umfasst das kostenlose Plex-Abonnement mehr als 80 Live-Fernsehkanäle und einen wachsenden Katalog mit Web-Shows, Nachrichten und Podcasts, darunter mehr als 14.000 kostenlose Filme und Shows auf Abruf von Content-Anbietern wie Warner Brothers, Crackle, Lionsgate, MGM und anderen.
Es existiert auch ein Premium-Abonnement-System unter dem Titel Plex Pass. Das Plex-Pass-Premium-Abonnement ermöglicht es, Funktionen wie die Hardware-Transkodierung zu aktivieren.

## Geschichte
Plex begann als Hobbyprojekt im Jahr 2007. Damals wurde es nach dem Open-Source-Modell unter dem Namen OSXBMC vertrieben und stellte einen Port der Software X-Box Media Center (XBMC, heute Kodi) auf den Mac dar. Bereits im Sommer 2008 wurde das Projekt zu Plex umbenannt.
Im August 2020 wurde eine Kooperation mit Atari SA bekannt gegeben, durch die das Atari VCS Plex integrieren soll.